# Олешки окръг
Олешки окръг (на полски: Powiat olecki) е окръг в Североизточна Полша, Варминско-Мазурско войводство. Заема площ от 874,0 км2. Административен център е град Олецко.

## География
Окръгът се намира в историческата област Мазурия. Разположен е в източната част на войводството.

## Население
Населението на окръга възлиза на 35 038 души (2012 г.) Гъстотата е 40 души/км2..

## Административно деление
Административно окръгът е разделен на 4 общини.
Градско-селска община:
- Община Олецко

Селски общини:
- Община Велички
- Община Ковале Олешко
- Община Швентайно

## Фотогалерия
- Велички
- Олецко